# Frænkel Land
Frænkel Land er en halvø i det nordøstlige Grønland beliggende i Grønlands Nationalpark, afgrænset af de indre dele af Kejser Franz Joseph Fjord og Isfjord.

## Historie
Navnet Frænkels Halfö skyldes A.G. Nathorst på hans 1899 ekspedition efter Knut Frænkel, den svenske ingeniør og meteorolog på Andrée’s ballon-ekspedition til Nordpolen. Nathorst’s ekspedition søgte efter spor efter den forulykkede Andrée-ekspedition.
I den sydvestligste del af Frænkel Land på 73°05′N 28°37′V / 73.083°N 28.617°V ligger Petermann Bjerg et 2.940 m højt bjerg. Det fik navnet under den Anden tyske Nordpolsekspedition 1869–70 og blev kaldt Petermanns Spitze til ære for initiatoren af ekspeditionen, August Heinrich Petermann.